# Richard Jenkins

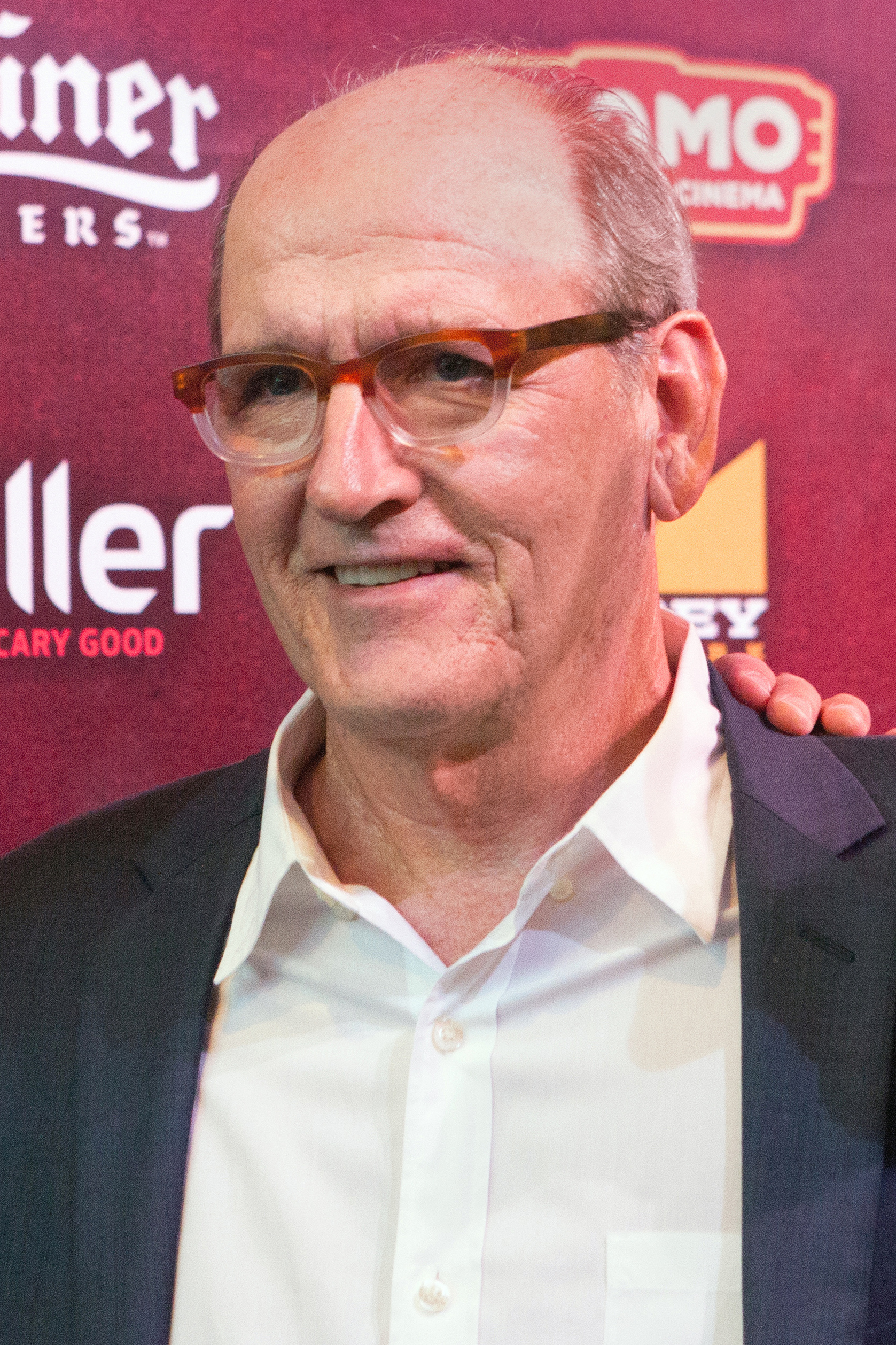
Richard Jenkins (2015)

Richard Dale Jenkins (* 4. Mai 1947 in DeKalb, Illinois) ist ein US-amerikanischer Schauspieler.

## Leben
Richard Jenkins absolvierte die Wesleyan University in Illinois, dann zog er nach Rhode Island. Er arbeitete zuerst im Management des Trinity Repertory Theater und debütierte als Schauspieler im Fernsehfilm Feasting with Panthers aus dem Jahr 1974. Für seine Rolle in der Komödie Flirting with Disaster – Ein Unheil kommt selten allein (1996), in der Jenkins neben Ben Stiller, Patricia Arquette, Téa Leoni und Alan Alda spielte, wurde er für den Independent Spirit Award nominiert. Im Filmdrama Begegnung des Schicksals (1999) spielte er neben Harrison Ford und Kristin Scott Thomas eine größere Rolle, im Film Spurwechsel (2003) spielte er neben Ben Affleck und Samuel L. Jackson, im Film The Core – Der innere Kern (2003) neben Aaron Eckhart und Hilary Swank.
In den Jahren 2001 bis 2005 trat er in der Fernsehserie Six Feet Under – Gestorben wird immer auf. In der Komödie Dick und Jane (2005) spielte Jenkins den in die Machenschaften bei Globodyne verwickelten Manager Frank Buscombe. Der bisher größte Erfolg seiner Filmkarriere brachte ihm die männliche Hauptrolle in Tom McCarthys Drama Ein Sommer in New York – The Visitor ein. Für den Part des verwitweten College-Professors, der sich mit zwei illegalen Immigranten anfreundet, erhielt er das Lob der Kritiker und seine erste Oscar-Nominierung, als „Bester Hauptdarsteller“. Für seine Mitwirkung an dem Fantasyfilm Shape of Water – Das Flüstern des Wassers (2017) wurde er in  Kategorie „Bester Nebendarsteller“ für den Golden Globe Award sowie zum zweiten Mal für einen Oscar nominiert.
Richard Jenkins ist seit 1969 mit Sharon R. Friedrick verheiratet, das Paar hat zwei Kinder.

## Filmografie
- 1974–1975: Great Performances (Fernsehserie, 2 Episoden)
- 1982: Parole (Fernsehfilm)
- 1984: American Playhouse (Fernsehserie, Episode 3x14)
- 1985: Der Bulle und das Streetgirl (The Little Sister)
- 1985: Silverado
- 1985: Spenser (Spenser: For Hire, Fernsehserie, Episode 1x11)
- 1985, 1989: Miami Vice (Fernsehserie, 2 Episoden)
- 1986: On Valentine's Day
- 1986: Hannah und ihre Schwestern (Hannah and Her Sisters)
- 1986: The Manhattan Project
- 1987: Die Hexen von Eastwick (The Witches of Eastwick)
- 1987: Winternacht (Rachel River)
- 1987: Courtship
- 1988: Little Nikita
- 1988: Katies Sehnsucht (Stealing Home)
- 1988: FBI: Mörder (In the Line of Duty: The F.B.I. Murders, Fernsehfilm)
- 1989: Out on the Edge (Fernsehfilm)
- 1989: Die Uni meiner Träume (How I Got into College)
- 1989: Sea of Love – Melodie des Todes (Sea of Love)
- 1989: Kojak: Dunkle Beziehungen (Kojak: Fatal Flaw, Fernsehfilm)
- 1989: Blaze – Eine gefährliche Liebe (Blaze)
- 1990: Blue Steel
- 1990: Challenger (Fernsehfilm)
- 1990: Aufbruch der Söhne (Rising Son, Fernsehfilm)
- 1990: Leben um jeden Preis (When You Remember Me, Fernsehfilm)
- 1990: Blutiger Engel (Descending Angel, Fernsehfilm)
- 1990: Ein Fall für Mac (Against the Law, Fernsehserie, 2 Episoden)
- 1991: Im Schatten des Todes (The Perfect Tribute, Fernsehfilm)
- 1991: Der Drogen-Cop (Doublecrossed, Fernsehfilm)
- 1991: Das Ende des Schweigens (Carolina Skeletons, Fernsehfilm)
- 1992: Starfighter des Todes (Afterburn, Fernsehfilm)
- 1992: Crossroads (Fernsehserie, Episode 1x01)
- 1993: Alex Haley's Queen (Miniserie, 2 Episoden)
- 1993: Undercover Blues – Ein absolut cooles Trio (Undercover Blues)
- 1993: … und das Leben geht weiter (And the Band Played On, Fernsehfilm)
- 1994: Die Fesseln der Vergangenheit (Getting Out, Fernsehfilm)
- 1994: Wolf – Das Tier im Manne (Wolf)
- 1994: 2 Millionen Dollar Trinkgeld (It Could Happen to You)
- 1994: Schneesturm im Paradies (Trapped in Paradise)
- 1995: Der Indianer im Küchenschrank (The Indian in the Cupboard)
- 1995: Ein amerikanischer Quilt (How to Make an American Quilt)
- 1996: Der Heilige und seine Narren (The Boys Next Door, Fernsehfilm)
- 1996: Eine Couch in New York (Un divan à New York)
- 1996: Flirting with Disaster – Ein Unheil kommt selten allein (Flirting with Disaster)
- 1996: Eddie
- 1997: Absolute Power
- 1997: Das Auge Gottes (Eye of God)
- 1997: In eisige Höhen – Sterben am Mount Everest (Into Thin Air: Death on Everest, Fernsehfilm)
- 1998: The Impostors
- 1998: Verrückt nach Mary (There’s Something About Mary)
- 1999: Mod Squad – Cops auf Zeit (The Mod Squad)
- 1999: The Confession – Das Geständnis (The Confession)
- 1999: Outside Providence
- 1999: Schnee, der auf Zedern fällt (Snow Falling on Cedars)
- 1999: Begegnung des Schicksals (Random Hearts)
- 2000: Good Vibrations – Sex vom anderen Stern (What Planet Are You From?)
- 2000: Ich, beide & sie (Me, Myself & Irene)
- 2001: Ally McBeal (Fernsehserie, Episode 4x11)
- 2001: Ohne Worte (Say It Isn’t So)
- 2001: Eine Nacht bei McCool’s (One Night at McCool’s)
- 2001: The Man Who Wasn’t There
- 2001–2005: Six Feet Under – Gestorben wird immer (Six Feet Under, Fernsehserie, 21 Episoden)
- 2002: Die Sünden der Väter (Sins of the Father, Fernsehfilm)
- 2002: Spurwechsel (Changing Lanes)
- 2002: Schwere Jungs (Stealing Harvard)
- 2003: Chicken Boy (The Mudge Boy)
- 2003: The Core – Der innere Kern (The Core)
- 2003: Ein (un)möglicher Härtefall (Intolerable Cruelty)
- 2003: Im Dutzend billiger (Cheaper by the Dozen)
- 2004: I Heart Huckabees
- 2004: Darf ich bitten? (Shall We Dance?)
- 2005: Kaltes Land (North Country)
- 2005: Dick und Jane (Fun with Dick and Jane)
- 2005: Wo die Liebe hinfällt … (Rumor Has It…)
- 2007: Operation: Kingdom (The Kingdom)
- 2007: Ein Sommer in New York – The Visitor (The Visitor)
- 2008: The Broken
- 2008: Stiefbrüder (Step Brothers)
- 2008: Burn After Reading – Wer verbrennt sich hier die Finger? (Burn After Reading)
- 2008: Despereaux – Der kleine Mäuseheld (The Tale of Despereaux, Stimme)
- 2010: HappyThankYouMorePlease
- 2010: Das Leuchten der Stille (Dear John)
- 2010: Waiting for Forever!
- 2010: Norman
- 2010: Eat Pray Love
- 2010: Let Me In
- 2011: Alles erlaubt – Eine Woche ohne Regeln (Hall Pass)
- 2011: Freunde mit gewissen Vorzügen (Friends with Benefits)
- 2011: The Rum Diary
- 2012: The Cabin in the Woods
- 2012: Liberal Arts
- 2012: Darling Companion – Ein Hund fürs Leben (Darling Companion)
- 2012: Killing Them Softly
- 2012: The Company You Keep – Die Akte Grant (The Company)
- 2012: Jack Reacher
- 2013: Scheidungsschaden inklusive (A.C.O.D.)
- 2013: White House Down
- 2013: Turbo – Kleine Schnecke, großer Traum (Turbo, Stimme)
- 2014: Leben und Sterben in God’s Pocket (God’s Pocket)
- 2014: One Square Mile (4 Minute Mile)
- 2014: Lullaby
- 2014: Olive Kitteridge (Miniserie, 4 Episoden)
- 2015: Spotlight (Stimme)
- 2015: Bone Tomahawk
- 2016: Die Hollars – Eine Wahnsinnsfamilie (The Hollars)
- 2016: LBJ
- 2016–2019: Berlin Station (Fernsehserie, 23 Episoden)
- 2017: Kong: Skull Island
- 2017: Comrade Detective (Fernsehserie, Episode 1x02, Stimme)
- 2017: Shape of Water – Das Flüstern des Wassers (The Shape of Water)
- 2020: Kajillionaire
- 2020: The Last Shift
- 2021: The Humans
- 2021: Nightmare Alley
- 2022: Dahmer – Monster: Die Geschichte von Jeffrey Dahmer (Dahmer – Monster: The Jeffrey Dahmer Story, Miniserie)
- 2024: IF: Imaginäre Freunde (IF, Stimme)

## Auszeichnungen
- 2009: Oscar – Nominiert als Bester Hauptdarsteller in Ein Sommer in New York – The Visitor
- 2018: Oscar – Nominiert als Bester Nebendarsteller in Shape of Water – Das Flüstern des Wassers
- 2018: Golden Globe Award – Nominiert als Bester Nebendarsteller in Shape of Water – Das Flüstern des Wassers
- 2023: Golden Globe Award – Nominiert als Bester Nebendarsteller – Miniserie, Anthologie-Serie oder Fernsehfilm für Dahmer – Monster: Die Geschichte von Jeffrey Dahmer
- 2023: Emmy – Nominiert als Bester Nebendarsteller – Miniserie oder Fernsehfilm für Dahmer – Monster: Die Geschichte von Jeffrey Dahmer